# 無錫市輔仁高級中學
31°31′48″N 120°17′00″E / 31.52989°N 120.28331°E
无锡市辅仁高级中学，简称辅仁中学、辅仁高中，位于中国江苏省无锡市，创办于1918年秋，原名“无锡私立辅仁中学”，原本乃上海圣约翰大学的预备中学。校名取义《论语·颜渊》“以文会友，以友辅仁”，校训为“明道进德”。

## 校史

### 建校
1918年7月31日，由上海圣约翰大学无锡同学会唐纪云、杨四箴等人提议，众会友集资四千银元创办私立辅仁中学，于当年9月14日开学。辅仁中学的首任校长是美国圣公会差会传教士、无锡圣公会会长慕高文。学校最早是租书院弄刘抚院的房子，学生增多后，1924年于城东苏家弄将军桥购地自建校舍50间。辅仁中学在当时的无锡是设施最先进的学校，拥有理化实验室和阶梯教室。抗战期间，辅仁中学迁至上海租界开办，租用南京路山东路口慈淑大楼的部分房屋。1945年抗战结束后回到无锡。

### 东林学校
1953年，无锡辅仁中学由私立改制为公办，更名为无锡市第二中学(无锡二中)，并将一部分精英教师抽调在惠山脚下大运河畔组建无锡市第一中学。1979年1月，经江苏省和无锡市有关部门批准，二中与东林小学合并，更名为东林学校，直至1982年分开。1982年市二中被确定为省重点中学。

### 搬迁至沁园
1992年3月11日，因原有校园只有12亩，校址从解放东路搬迁至南门外沁园新村南端，占地65亩。。1994年由完全中学改为高级中学。1998年在市内率先通过国家级示范高中验收。2003年2月，由市政府批准无锡市第二中学、无锡市第二中学实验分校、无锡市民办辅仁中学三校组建成“辅仁教育集团”，无锡市第二中学也同时更名为无锡市辅仁高级中学，恢复了原有校名。2004年转评为江苏省首批四星级高中。2003年、2005年两次被评为江苏省文明单位。

### 搬迁至蠡湖
2007年无锡市教委作出决定，将该中学整体搬迁至蠡湖新城隐秀路以南、湖滨路以东原泰德国际学校校址。2008年8月16日，蠡湖新校区开工建设。2009年7月15日，无锡市辅仁高中正式搬迁至新址。

## 校園
目前辅仁中学初中部和蠡湖新校区高中部共占地一百五十八亩，建筑面积约8万平方米，初高中总计66个班级，在校师生近5000人。

## 著名校友
钱锺书、钱锺韩、唐鑫源、许智宏、秦伯益、陈路、许倬云

## 图库

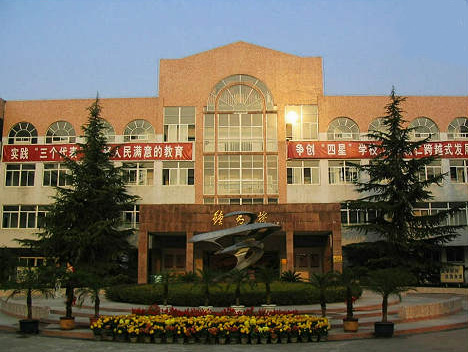
辅仁中学大门（1992——2008）
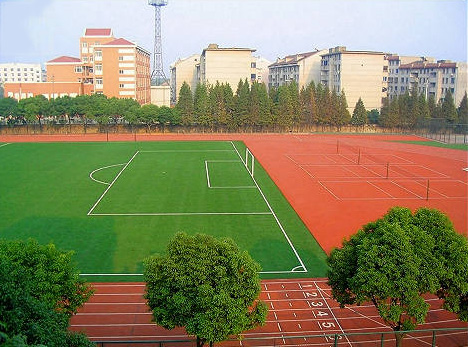
辅仁中学操场（1992——2008）

## 外部連結
- 无锡市辅仁高级中学网站 （页面存档备份，存于）